# Carcere di Santa Maria Maggiore
Il carcere di Santa Maria Maggiore è la casa circondariale di Venezia, sitata nel sestiere di Santa Croce, al numero civico 324.

## Storia
Le carceri giudiziarie di Venezia vennero costruite tra il 1920 e il 1930 sul terreno in cui si trovava l'ex monastero di Santa Maria Maggiore, che era stato demolito nel 1900, vicino alla sconsacrata chiesa di Santa Maria Maggiore che era poi stata adibita a manifattura di tabacchi.
Il nuovo carcere, inaugurato nel 1926, sostituì il precedente carcere della Giudecca. Data la sua posizione strategica, vicino alla stazione di Venezia Santa Lucia e a piazzale Roma, il carcere divenne un punto nevralgico durante la seconda guerra mondiale e la resistenza italiana: tra il 1943 e 1945 vi transitarono molti partigiani, antifascisti ed ebrei, molti dei quali poi deportati in Germania. Il 5 dicembre 1943, dopo l'ordine del questore di Venezia, fu organizzata una vasta retata per arrestare tutti gli ebrei di Venezia, Chioggia e isole della laguna, rinchiudendo poi a Santa Maria Maggiore gli ebrei maschi.
In passato fu utilizzato come sezione attenuata tossicodipendenti attualmente in disuso.

## Descrizione
La sua architettura rispecchia quelle tipiche di quel periodo, con rotonda centrale e raggi, oggi notevolmente ristrutturato. Ospita circa 270 detenuti, a fronte dei 162 posti regolamentari.

## Prigionieri celebri
- Alberico Biadene
- Roberto Succo